# Eutelia jaguaria
Eutelia jaguaria är en fjärilsart som beskrevs av Jones 1914. Eutelia jaguaria ingår i släktet Eutelia och familjen nattflyn. Inga underarter finns listade i Catalogue of Life.